# Chauliodites gomankovi

Chauliodites gomankovi  (лат.) — ископаемый вид насекомых из семейства Chaulioditidae (отряд Grylloblattida). Пермский период (Ново-Александровка, кептенский ярус, возраст находки 259—265 млн лет), Россия, Оренбургская область (52.4° N, 56,0° E).

## Описание
Длина переднего крыла — 12,0 мм.  Сестринские таксоны: Chauliodites circumornatus, Ch. geniatus, Ch. issadensis, Ch. sennikovi, Ch. eskovi, Ch. afonini, Ch. ponomarenkoi. Вид был впервые описан в 2008 году российским палеоэнтомологом Д. С. Аристовым (Палеонтологический институт РАН, Москва) по ископаемым отпечаткам.